# Otto Kohlrausch
Otto Ludwig Bernhard Kohlrausch (ur. 20 marca 1811 w Barmen, zm. 14 listopada 1854 w Hanowerze) – niemiecki lekarz chirurg. Jego kuzynem był fizyk Friedrich Kohlrausch (1840–1910).
Studiował medycynę na Uniwersytecie w Getyndze. W 1841 założył w imieniu rządu uzdrowisko w Bad Rehburg. Upamiętnia go eponim tzw. fałdu Kohlrauscha.